# 누와라엘리야구

누와라엘리야 구

누와라엘리야구(싱할라어: නුවරඑළිය දිස්ත්‍රික්කය, 타밀어: நுவரேலியா மாவட்டம்)는 스리랑카를 구성하는 25개 구 가운데 하나로 행정 중심지는 누와라엘리야이며 면적은 1,741km2, 인구는 731,415명(2012년 기준)이다. 행정 구역상으로는 중부 주에 속한다.